# Le Couteau par la lame
Pour plus de détails, voir Fiche technique et Distribution.
Le Couteau par la lame (All the Old Knives) est un thriller américain réalisé par Janus Metz Pedersen et sorti en 2022. Il est disponible en vidéo à la demande sur Prime Video. Le scénario est écrit par Olen Steinhauer, qui adapte son propre roman All the Old Knives publié en 2015.

## Synopsis
Henry Pelham et Celia Harrison se retrouvent dans la ville de Carmel-by-the-Sea en Californie. Ils se remémorent leur vie passée dans l'espionnage et ainsi que leur relation amoureuse. Quelques années plus tôt, ils ont participé à la même opération après une prise d'otage dans un avion orchestrée par le groupe Da'irat al-Salihoon (formés par des anciens du Harakat al-Chabab al-Moudjahidin).

## Fiche technique
Sauf indication contraire, les informations mentionnées dans cette section peuvent être confirmées par la base de données cinématographiques IMDb,  présente dans la section « Liens externes ».
- Titre français : Le Couteau par la lame
- Titre original : All the Old Knives
- Réalisation : Janus Metz Pedersen
- Scénario : Olen Steinhauer, d'après son propre roman
- Musique : Jon Ekstrand et Rebekka Karijord
- Décors : Judy Farr
- Costumes : Stephanie Collie
- Photographie : Charlotte Bruus Christensen
- Montage : Mark Eckersley et Per Sandholt
- Production : Mark Gordon, Matt Jackson, Paula Mae Schwartz, Steve Schwartz et Nick Wechsler
- Sociétés de production : Entertainment One, Chockstone Pictures, Big Indie Pictures, Potboiler Productions et Jackson Pictures
- Distribution : Amazon Studios
- Pays de production :  États-Unis
- Langue originale : anglais
- Format : couleur
- Genre : thriller
- Durée : 101 minutes
- Date de sortie :
  - Monde : 8 avril 2022 (sur Prime Video)

## Distribution
- Chris Pine (VF : Gilduin Tissier) : Henry Pelham
- Thandiwe Newton (VF : Annie Milon) : Celia Harrison
- Laurence Fishburne (VF : Paul Borne) : Vick Wallinger
- Jonathan Pryce (VF : Philippe Ariotti) : Bill Compton
- Corey Johnson : Karl Stein
- Jonjo O'Neill (VF : Stéphane Miquel) : Ernst Pul
- David Dawson : Owen Lassiter
- Colin Stinton : le chef de gare à Moscou
Version française
  - Studio de doublage : Deluxe Media Paris
  - Direction artistique : Laurent Dattas
  - Adaptation : Gaëlle Kannengiesser

## Production
Le projet est évoqué dès 2017, avec Chris Pine et Michelle Williams évoqués dans les rôles principaux. James Marsh est engagé comme réalisateur, alors que le film sera produit par The Mark Gordon Company et Entertainment One,.
En septembre 2020, Michelle Williams, James Marsh et The Mark Gordon Company ne font finalement plus partie du projet. Thandiwe Newton est choisie pour remplacer Michelle Williams alors que Janus Metz Pedersen est engagé comme réalisateur. En novembre 2020, Jonathan Pryce et Laurence Fishburne rejoignent la distribution.
Le tournage débute en décembre 2020 à Londres. L'équipe se rend ensuite en Californie début 2021. Il se déroule notamment à Carmel-by-the-Sea, Monterey et Big Sur. Le réalisateur annonce la fin des prises de vues mi-mars 2021.

## Accueil
Le film reçoit des critiques plutôt mitigées. Sur l'agrégateur américain Rotten Tomatoes, il récolte 67% d'opinions favorables pour 54 critiques et une note moyenne de 6⁄10. Le consensus suivant résume les critiques compilées par le site : « Le Couteau par la lame souffre de la comparaison aux autres thrillers d'espionnage axés sur le dialogue du passé, mais la chimie entre ses stars mijote même lorsque l'histoire ne le fait pas ». Sur Metacritic, il obtient une note moyenne de 63⁄100 pour 22 critiques.